# Alopécie
 Mise en garde médicale
En dermatologie, l'alopécie est une accélération de la chute des cheveux ou des poils. Le terme vient du grec ἀλωπεκία / alôpekía (« chute des cheveux »), dérivé de ἀλώπηξ / alốpêx (« renard ») par analogie avec la chute annuelle des poils d'hiver de cet animal au début du printemps. On parle généralement d'alopécie lorsque cette perte de cheveux dépasse 100 cheveux par jour sur une longue période. En effet, il est naturel de perdre 50 à 100 cheveux par jour. En revanche, toute perte quotidienne supérieure à cette moyenne aboutit à une calvitie selon l’American Academy of Dermatology (en) (étude de Susan J Bayliss et d’Amy S Cheng, « The genetics of hair shaft disorders »).
L'alopécie aboutit en général à la calvitie, situation où le cuir chevelu est entièrement ou partiellement visible. Il y a deux types de calvitie qu'on peut différencier : une chute complètement permanente des cheveux par destruction des follicules pileux et une chute temporaire des cheveux par lésion transitoire des follicules pileux.

## Histoire de la calvitie
La calvitie fut pour les hommes un sujet de préoccupation constant au cours de l'histoire. Une histoire talmudique (parasha Kora'h) allégorique évoque une conversation entre un sage chauve et un eunuque chevelu. De l'Antiquité à nos jours, les hommes ont recouru à divers subterfuges pour la camoufler. Dès l'Antiquité, des traitements empiriques et naturels sont utilisés. On peut citer notamment la salive de cheval, le fumier d'oie ou les toiles d'araignée appliquées sur le crâne et qui étaient censées faire repousser les cheveux.
Au XIXe siècle, le filon est largement exploité par la « médecine de troisième vitesse », au sein de laquelle se trouvent ce que l'on appelle dans le langage courant les charlatans.
Dans la mythologie grecque, pour venir en aide à Laomédon, le roi de Troie, et sauver sa fille Hésione, Héraclès en affrontant Céto vient à perdre ses cheveux,.
Chez les Romains, l'adjectif calvus (« chauve ») était souvent utilise comme cognomen (surnom officiel) de personnages atteints de calvitie, comme Caius Licinius Macer Calvus, Lucius Caecilius Metellus Calvus, etc.

## Physiologie

### Perte de cheveux normale et anormale
Une personne possède en moyenne 100 000 à 150 000 cheveux et perd environ 40 à 100 cheveux par jour (chute permanente), avec des pointes pouvant grimper jusqu'à 175 durant les changements de saison (chute saisonnière le printemps et l'automne). C'est durant cette phase que les cheveux se renouvellent le plus. Une chute de cheveux est considérée comme pathologique lorsqu'une personne perd plus de 100 cheveux par jour pendant une assez longue période pouvant aller jusqu'à deux mois. Le diagnostic de cette chute nécessite une consultation et parfois un examen appelé « trichogramme » (on prend quelques cheveux dans différentes zones du cuir chevelu et on les observe au microscope). On parle de calvitie lorsque la chute est localisée sur le front, au-dessus des tempes et au sommet du crâne. Parfois, un bilan hormonal est nécessaire chez la femme. Le résultat de ces examens oriente vers l'un des problèmes ci-dessous.

### Classification

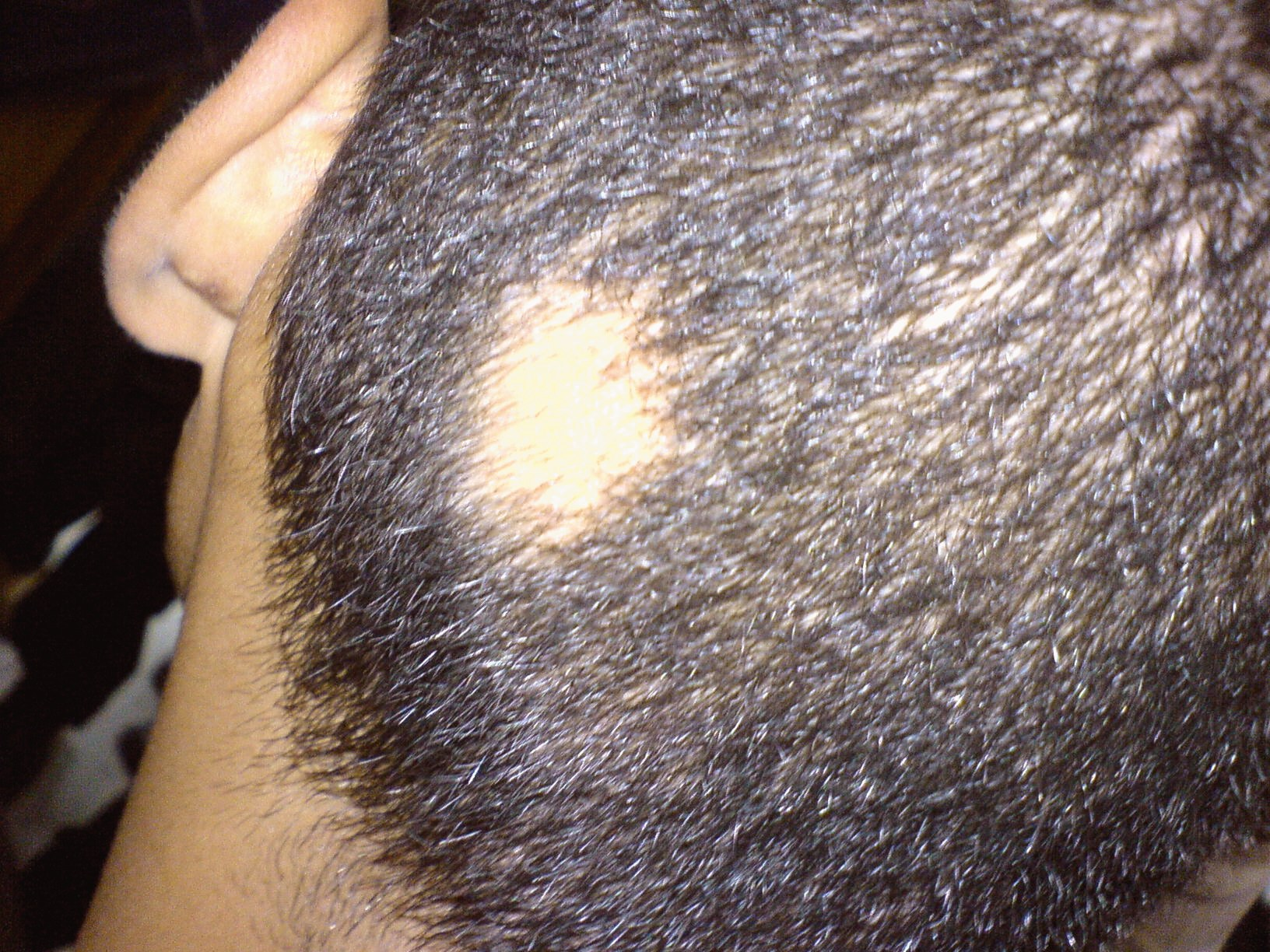
L'alopécie areata.

On distingue cinq types d'alopécies :
- l'alopécie androgénétique héréditaire. La plus fréquente, elle se manifeste par une diminution du volume des cheveux, voire une calvitie, et touche 70 % des hommes (20 % des hommes entre 20 et 30 ans, la chute de cheveux pouvant débuter après la puberté et pouvant diminuer avec l'âge si le taux de testostérone sanguin baisse[8],[9]) ;
- l'alopécie aiguë. Elle peut être liée à un traitement par chimiothérapie, un empoisonnement par le thallium, un stress, des carences alimentaires importantes, une carence en fer, des troubles hormonaux, une irradiation aiguë ;
- l'alopécie localisée. Elle peut être provoquée par des problèmes de peau (tumeur, brûlure, pelade), une radiothérapie ou des parasites (teigne, lichen) ;
- l'alopécie congénitale ;
- l'alopécie areata. Elle semble être d'origine auto-immune (mécanisme de médiation cellulaire) ; elle se caractérise par une atteinte par plaques plus ou moins importantes et à un ou plusieurs endroits. Cette forme de pelade peut atteindre toute la tête — on parle d'alopécie totalis — et parfois l'ensemble du corps — c'est l'alopécie universalis et, dans ce cas, il n'y a plus aucun poil ni cheveu sur l'ensemble du corps. Cette forme est plus fréquente chez les femmes que chez les hommes[10]. Une étude épidémiologique recensant plus de 9 000 cas aux États-Unis montre qu’on la rencontre plus fréquemment chez les afro-américains et moins fréquemment chez les asiatiques que parmi les personnes se décrivant comme blancs[11],[12].

## Les phases du cycle pilaire

### Phase anagène
La phase anagène est la phase de croissance du cheveu. Il s’agit de la période la plus longue du cycle pilaire puisqu'elle dure de 2 à 7 ans (plus courte chez certaines personnes, plus longue chez d’autres, notamment influencée par la génétique, l’âge, l’état de santé, etc.). La très grande majorité des cheveux présents sur notre tête sont donc en phase anagène.

### Phase catagène
La phase catagène est une phase de repos pendant laquelle le cheveu cesse d'évoluer. Elle dure environ trois semaines, ce qui est considérablement peu par rapport à la phase précédente.

### Phase télogène
Pendant la phase télogène, le cheveu ne pousse pas, mais il reste attaché au follicule pileux. À la fin de cette phase, l'ancien cheveu tombe et laisse place à un nouveau follicule en phase anagène, le cycle pilaire recommence.

## Causes

### Causes hormonales

#### Alopécie androgénétique

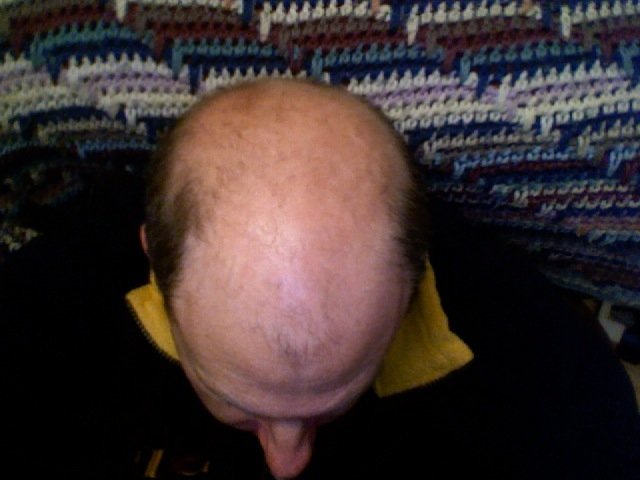
Alopécie androgénétique masculine.

L'alopécie androgénétique est une perte graduelle des cheveux due à l'influence des hormones mâles. Elle se manifeste généralement entre 30 et 40 ans, chez 70 % des hommes en moyenne, mais, dans certains cas, elle peut apparaître dès 16 ans. Les causes de la perte des cheveux sont multiples, l'hormone traditionnellement mise en cause est la dihydrotestostérone (ou DHT). Néanmoins la communauté scientifique s'accorde à dire que celle-ci ne serait pas l'unique responsable, ainsi l'épitestostérone pourrait jouer un rôle dans le processus,.
Cette perte de cheveux commence généralement au niveau des golfes temporaux et des tempes (sur le devant de la tête) et du vertex (le sommet de la tête). Elle se caractérise par un affinement des cheveux et une chute qui peut être brusque chez certains individus et plus lente pour d'autres. L'échelle de Hamilton, modifiée par Norwood, permet de graduer la calvitie entre 1 et 7, où 1 correspond à l'absence de calvitie et 7 à l'alopécie maximale (perte des cheveux totale sur les golfes et le vertex).
Notons que le référencement établi par l'échelle de Nordwood n'englobe pas la totalité des cas. Un nombre non négligeable d'hommes sont touchés par une alopécie qui ressemble à celle que l'on rencontre traditionnellement chez les sujets féminins, qui sévit au niveau de la raie, et que l'on mesure à l'aide de l'échelle de Ludwig.
Une étude de 2011 révèle que l'alopécie androgénétique provient non pas de la diminution mais de l'inactivation des cellules souches contenues dans le follicule pileux. Ces cellules ne se transforment pas en « cellules progénétrices » des cheveux, ce qui provoque l'atrophie du follicule qui ne produit alors que des cheveux microscopiques. Ainsi un homme chauve a le même nombre de cheveux qu'une personne sans calvitie mais ils sont peu visibles à cause de leur taille microscopique.
Les cheveux autour du crâne, la couronne hippocratique, ne tombent pas car ils n'ont pas de récepteurs à la testostérone.

#### Alopécie post-ménopausique
Il s'agit de la plus fréquente cause de la calvitie chez la femme. Elle survient après la ménopause, lorsque le rôle protecteur des hormones féminines a disparu. Le cheveu devient plus fragile, sa durée de vie diminue et une alopécie définitive finit par apparaître. Chez la femme, la chute des cheveux est plus diffuse et étendue que chez l'homme. Ainsi, la femme ne présente pas de plaques chauves, elle constate plutôt une raréfaction globale de ses cheveux. Ce processus conduit rarement à une alopécie complète. Les cheveux sur les côtés sont épargnés. Typiquement, il existe un élargissement progressif de la raie médiane qui peut être classé en différents stades (classification de Ludwig).
Avant la ménopause, une carence en fer, telle qu'elle peut se voir en cas de règles abondantes, pourrait également être responsable d'une perte de cheveux.

#### Autres formes
Un état de stress chronique peut également provoquer une alopécie et notamment l'alopecia areata.

### Causes nutritionnelles
En dehors des causes hormonales, la chute des cheveux peut être causée par des carences en fer, cuivre, zinc, silicium, vitamines B. Cette sorte de perte de cheveux atteindrait environ 20 % des personnes pratiquant un régime modéré à sévère. Cependant, elle est plus souvent associée à des problèmes de boulimie ou d'anorexie. Le plus souvent, la personne va retrouver ses cheveux au bout d'une période de temps qui peut aller jusqu'à deux ans.

### Causes toxiques
Certains médicaments (chimiothérapie) et empoisonnements causent une perte brutale de cheveux (même à très faible dose par exemple dans le cas de l'intoxication aiguë au polonium 210).
Une alopécie de ce type est l'un des effets du syndrome d'irradiation aiguë.

### Pelade

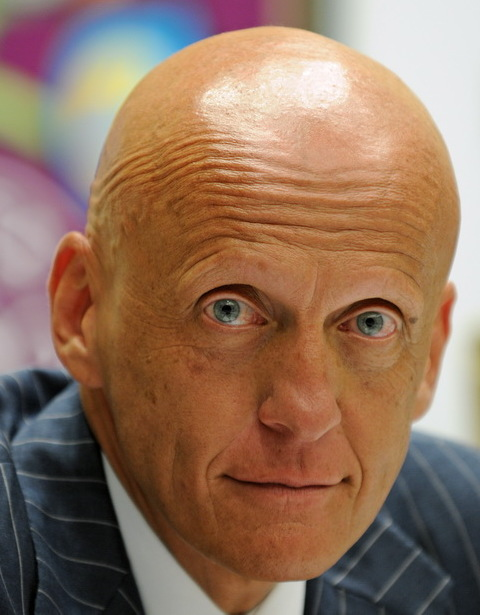
Pierluigi Collina, célèbre arbitre international de football, est atteint d'alopécie universelle, la forme la plus sévère d'alopécie pathologique.

La pelade est une maladie entraînant la perte des cheveux ou des poils sur des zones délimitées. Elle est une maladie auto-immune spécifique des phanères. La cause déclenchante de cette maladie reste inconnue.
Il existe principalement trois formes de pelade :
- alopécie areata (atteinte localisée par plaques) ;
- alopécie totalis (atteinte localisée à la tête) ;
- alopécie universalis (atteinte généralisée à l'ensemble du corps).

Le risque de développer durant sa vie une alopécie de type areata est d'un peu moins de 2 %, quel que soit le sexe. L'atteinte survient dans près de la moitié des cas chez le jeune de moins de 20 ans pouvant nourrir un lien affectif avec les cheveux égarés chez les plus jeunes. Moins d'un cas sur dix évolue vers une forme sévère.
L'évolution se fait vers l'amélioration ou la guérison dans près de la moitié des cas en un mois mais les récidives sont fréquentes. Les formes modérées ne nécessitent pas de traitement, si ce n'est cosmétique. Le traitement ne fait pas l'objet d'un consensus.

## Traitements

### Traitements médicamenteux

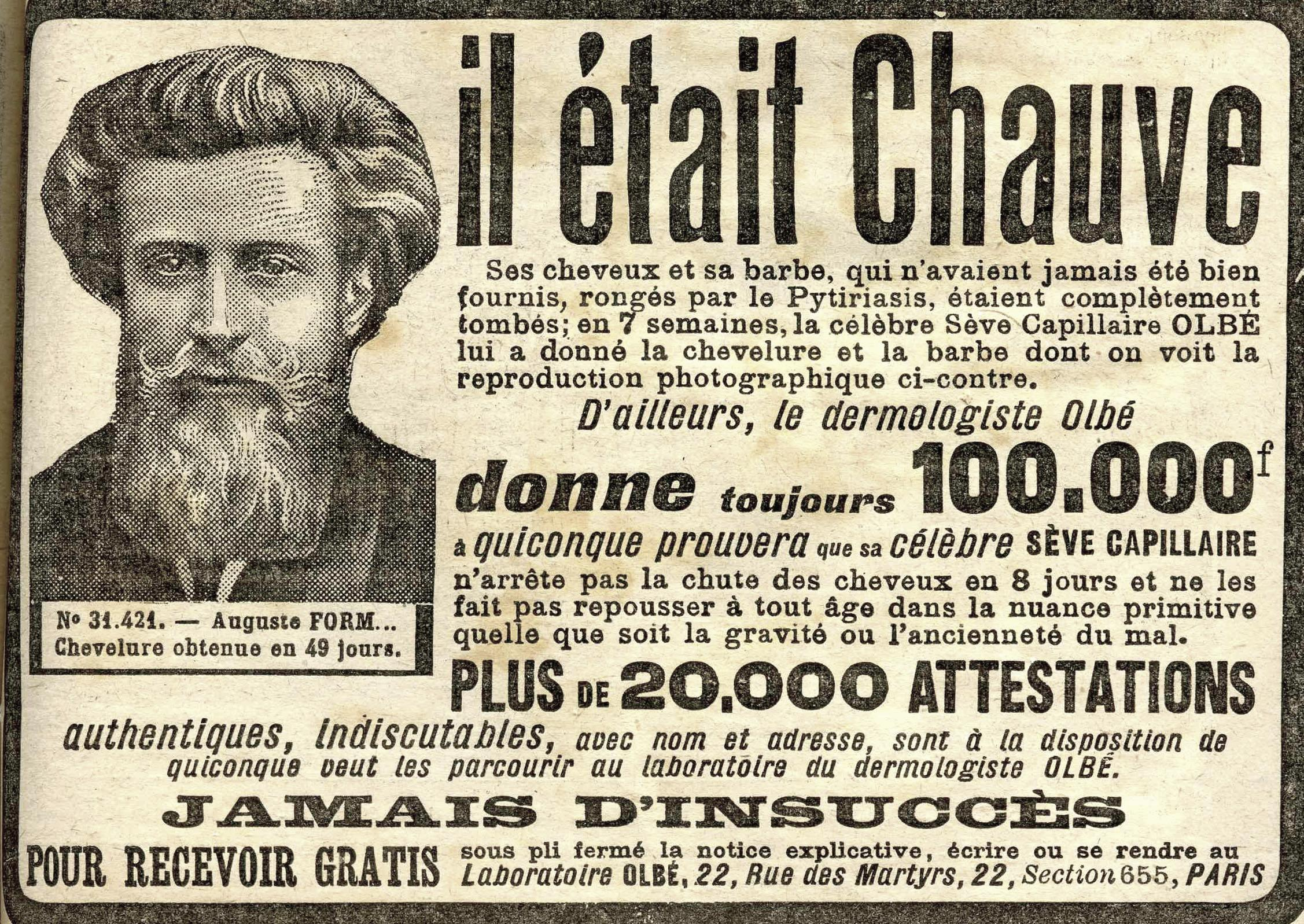
« Remède-miracle » contre la calvitie (Le Pèlerin, 1913).

#### Finastéride
À l'origine commercialisé sous le nom de Proscar pour traiter l'hypertrophie bénigne de la prostate, il a été découvert que le finastéride (appellation commerciale "Propécia") avait un effet sur la chute et même la repousse des cheveux en bloquant la DHT de type 2 qui serait responsable de la calvitie chez l'homme. Selon des études cliniques , dans 82 % des cas il engendre la stabilisation de la chute et dans 60 %, une repousse plus ou moins importante. Les femmes enceintes ne devraient jamais utiliser (ni manipuler) le Propécia, car le produit a été reconnu comme étant responsable de malformations chez les fœtus mâles,.
Les effets secondaires du Propécia à long terme sont encore méconnus :
- ils sont en général temporaires et réversibles à l'arrêt du traitement, mais pas toujours ;
- des troubles sexuels permanents ont été documentés. Les effets secondaires les plus souvent associés à la prise de finastéride sont une baisse de la libido, des problèmes d'érection, la diminution du volume de l'éjaculat, la modification de la texture de l'éjaculat, une sensibilité mammaire et testiculaire anormale, des réactions allergiques (éruptions cutanées, urticaire, démangeaisons, gynécomastie et fatigue. 
Le site propeciahelp regroupe plus de 1 400 personnes se plaignant d'effets secondaires persistants liés à la prise de finastéride. Une étude du Dr Irwig regroupant des membres de ce site montra que 94 % des hommes ont développé une baisse de la libido, 92 % souffrent de dysfonction érectile (avec absence d'érection matinale) et 69 % ont des difficultés à atteindre l'orgasme. En moyenne, les hommes ont utilisé de la finastéride approximativement pendant 28 mois mais ont fait l'expérience d'effets secondaires sexuels pendant 40 mois après l'arrêt du traitement. Il est important de souligner que ces chiffres ne concernent que les personnes ayant témoigné sur le site ;
- des conséquences pour le fœtus à la suite de la prise de Propecia par la femme enceinte sont citées et ce médicament peut affecter les organes internes de la femme (et du fœtus)[27] ;
- des études plus récentes ont montré que le Propécia pouvait favoriser la dépression et d'éventuelles tendances suicidaires.

Le finastéride ne doit pas être pris par les femmes ou les enfants.
Il peut être absorbé par la peau (passage transcutané).

#### Minoxidil
Le minoxidil est le premier médicament commercialisé pour traiter la calvitie, sous le nom de Rogaine, et sous plusieurs autres noms en version générique (Alostil, Kirkland, etc.). Son action est inconnue, mais certains chercheurs estiment que ce médicament dilaterait les vaisseaux sanguins, ce qui entrainerait une plus grande irrigation sanguine du cuir chevelu et amènerait plus de nutriments à la racine des cheveux. Il doit être appliqué sur le cuir chevelu 2 fois par jour et lors de l'arrêt de son application, les cheveux obtenus grâce au produit tombent. Deux dosages sont disponibles : en version 2 % et 5 %.
Seule la version 2 % est utilisable par les femmes. Les hommes peuvent l'utiliser, mais comparativement à la version 5 %, ses effets sur la repousse et le maintien des cheveux sont beaucoup plus faibles.

#### Dutastéride
Tout comme le finastéride et le minoxidil, le dutastéride n'était pas destiné à remédier à la calvitie androgénétique, mais plutôt à soigner l'hypertrophie bénigne de la prostate. Ce médicament serait 1,5 fois plus puissant que le Propécia dans la réduction de la DHT (chiffre à confirmer, car il n'est accepté par aucune agence gouvernementale comme médicament traitant la calvitie, et n'est nullement conseillé, car tous ses effets secondaires ne sont pas encore connus à long terme). Les personnes l'ayant essayé pendant quelques mois ont souvent décrit des effets secondaires qui ressemblaient de beaucoup à ceux du Propécia, tout en étant aussi plus forts à cause de la réduction importante de l'hormone DHT. Les pourcentages de personnes atteintes par un effet secondaire doubleraient par rapport au Propécia.

#### Couplage à la médecine chinoise
Une méta-analyse suggère que le taux d'efficacité, les symptômes cliniques, la testostérone sérique et les niveaux de microéléments sont améliorés lorsque la médecine traditionnelle chinoise est associée à la médecine conventionnelle.

### Médecine esthétique

#### Micro-greffe
Cette technique consiste à prélever des greffons de cheveux sur la couronne (ou les cheveux éternels) et les greffer sur le haut de la tête. Cette technique est la seule qui puisse se vanter d'être une solution définitive au problème de perte de cheveux, car les cheveux greffés ne vont, en général, jamais tomber. Malheureusement, cette technique n'est pas efficace pour regarnir les crânes complètement, car il n'y a pas assez de cheveux sur la couronne pour fournir une tête entière. De plus, il s'agit d'une technique qui compte beaucoup sur l'habilité du médecin qui va pratiquer la greffe. En effet, il s'agit d'une opération délicate, car si les greffons sont placés dans un mauvais sens, le patient risque de se retrouver avec des cheveux poussant dans tous les sens. Aujourd'hui les médecins peuvent être assistés par des robots lors du prélèvement des greffons. La Turquie est aujourd'hui considérée comme une destination phare pour les personnes souffrant d'alopécie et souhaitant recourir à une greffe de cheveux.

#### LLLT:Low Level Laser Therapy, thérapie par laser de basse énergie
La LLLT, Low Level Laser Therapy, « thérapie par laser de basse énergie », agit à la manière d'une biostimulation. Des tests ont été effectués chez des souris, menant au constat que la pousse du poil est favorisée. Étant donné le prix des diodes, une nouvelle tendance née aux États-Unis consiste à fabriquer soi-même son casque laser,. Le temps nécessaire à l'utilisation de cette thérapie est estimé à trois fois 20 minutes par semaine. La thérapie donne de meilleurs résultats associée au minoxidil.

### Cosmétiques

#### Poudres et vaporisateurs
Des poudres et des vaporisateurs sont utilisés dans le but de camoufler la calvitie. Le principe de base de ces méthodes est l'augmentation de l'épaisseur des cheveux. Ces produits étant parfois colorés, ils permettent également de masquer les racines sur cheveux colorés.

#### Perruques ou compléments
La perruque est un outil pour camoufler la calvitie et les pertes de cheveux excessives, comme celles causées par une chimiothérapie ou une pelade. Il existe, en plus des traditionnelles perruques en cheveux synthétiques, des perruques en cheveux naturels.
Les compléments capillaires sont des prothèses visant à camoufler la perte de cheveux, que l'alopécie soit diffuse ou plus importante, voire complète sur certaines zones. Le volumateur est par exemple plus adapté aux femmes qui ont généralement une chute de cheveux diffuse. Il s'agit d'un filet sur lequel sont fixés des cheveux. Ce filet se fixe aux moyens de diverses techniques (tissage, colle, clip) sur les cheveux restants du malade.
Les cheveux des compléments capillaires sont quant à eux implantés soit par nœuds dans une matière appelée Tulle ou Lace soit injectés dans un co-polymère polyuréthane parfois appelé micro ou nano-peau. L'adhésion de la prothèse peut être effectuée par colle capillaire, bande adhésive, clip, tresse ou par couture. Chez les hommes, plusieurs stars internationales sont porteuses de ce système. Par exemple, l'acteur John Travolta les utilise depuis plus de deux décennies.

#### Micro-pigmentation du cuir chevelu (hair tattoo)
Le principe de cette micro-pigmentation, appelée aussi micro hair tattoo (MHT), est d’injecter une faible quantité de pigment dans le cuir chevelu à l'aide d'un dermographe chirurgical et d'imiter ainsi une chevelure rasée de près.

## Culture et société
L'actrice et chanteuse américaine Jada Pinkett Smith est atteinte d’alopécie depuis 2018, raison pour laquelle elle s'est rasé le crâne. Elle a apporté ce témoignage dans l'émission télévisée Red Table Talk : « J’étais sous la douche un jour et j’avais des poignées entières de cheveux dans les mains. Je me suis dit que je devenais chauve. C’était la première fois de ma vie que j’ai littéralement tremblé de peur ». Lors de la cérémonie des Oscars du cinéma édition 2022, son mari l'acteur Will Smith gifle l'humoriste Chris Rock pour une blague de ce dernier dans laquelle il compare Jada Smith à l'actrice Demi Moore dans le film À armes égales. La comparaison est dû au fait que pour ce rôle, Moore s'était rasé le crâne, et que les femmes au crâne rasé sont rares dans les représentations cinématographiques[réf. nécessaire].
Une alopécie areata a été diagnostiquée chez l'actrice égypto-palestinienne May Calamawy à l'âge de 22 ans. Son alopécie est incorporée dans le scénario de son personnage Dena Hassan dans la deuxième saison de la série télévisée américaine Ramy en 2020,.
L'arbitre international de football Pierluigi Collina est atteint de la forme la plus prononcée d'alopécie (Alopecia universalis), contractée à l'âge de 24 ans, alors qu’il arbitre au plus haut niveau amateur en Italie. Il perd alors définitivement tous ses cheveux et ses poils en l'espace de 10 jours. Cette modification brutale faillit lui coûter sa carrière (car « on considérait que l'image d'un arbitre sans cheveux n'était pas une image adéquate pour le Calcio à cette époque-là »), mais après sa réintégration ce trait fit finalement de lui l'un des arbitres les plus connus au monde, car le plus reconnaissable sur le terrain.